# Ozodicera (Dihexaclonus) telestyla
Ozodicera (Dihexaclonus) telestyla is een tweevleugelige uit de familie langpootmuggen (Tipulidae). De soort komt voor in het Neotropisch gebied.